# 酒井胤治
酒井 胤治（さかい たねはる、天文5年（1536年） - 天正5年5月23日（1577年6月9日））は、戦国時代から安土桃山時代にかけての武将。上総国土気城（現在の千葉県千葉市緑区）城主。小太郎、後に中務丞と名乗る。

## 経歴
系譜上は酒井玄治の子とされているが、実は玄治の娘（妙芸）と家臣・竹内出雲守の子とされている（『寛政重修諸家譜』）。更に近年の研究では、天文年間初頭に上総酒井氏内部で古河公方派と小弓公方派の内紛があったとされており、その過程で母方を通じて土気酒井氏の血を継いでいた庶流もしくは家臣筋出身の胤治が内紛で没落した土気酒井氏嫡流に代わって土気城主に擁立されたとする推定もある（滝川恒昭説）。記録上の登場は、天文15年（1546年）に造られた本国寺の日蓮像胎内銘に「大檀那酒井小太郎」の名前で登場するのが最初である。
初めは千葉氏の重臣として従い、小弓城の原胤清の指揮下にあったが、千葉氏が北条氏の影響下に入ると北条氏の他国衆に編入され各地で転戦した。天文18年（1549年）には北条氏康から上総国二宮荘を与えられている。また、早世した長男・政茂は北条氏政からの偏諱を受けたと推定されている。その後、永禄4年（1561年）の正木時茂の侵攻に際して東金酒井氏は降伏したが、胤治は最後まで北条氏への忠義を貫いた。なお、永禄2年（1559年）には、東金酒井氏ら一族・家臣を動員して上総酒井氏の祖とされる酒井清伝ゆかりの本興寺修造を行って、大檀那として棟札の筆頭に「酒井中務丞胤治」と記している。
ところが、永禄7年（1564年）の第二次国府台合戦の準備が年始の急な出陣命令のために手間取っているうちに、北条氏康が胤治が出陣しない事に不信感を抱き始めているという報を聞いた胤治はこれに反発。突如、里見氏に通じて離反し、敗走する里見義弘を救援した。
このため、一転して里見氏の房総半島における最前線となった土気城には毎年のように北条軍が攻め入るようになった。胤治は上杉謙信や里見義弘の支援を受けながら悉くこれを退けた。
だが、同族の東金城の酒井敏房による切り崩しと北条軍による徹底した破壊の為に、遂に胤治も天正4年（1576年）に息子・康治を人質に差し出して降伏に追い込まれ、間もなく解放された康治に家督を譲って引退した。ただし、古文書においては、永禄11年（1568年）の段階で既に康治が当主としての活動を行っており、同年の段階で既に引退に追い込まれていた可能性もある。